# Cystostereum
Cystostereum — рід грибів родини Cystostereaceae. Назва вперше опублікована 1959 року.

## Класифікація
До роду Cystostereum відносять 12 видів:
- Cystostereum artocreas
- Cystostereum australe
- Cystostereum heteromorphum
- Cystostereum kenyense
- Cystostereum murraii
- Cystostereum murrayi
- Cystostereum piceinum
- Cystostereum pini-canadense
- Cystostereum pini-canadensis
- Cystostereum saxitas
- Cystostereum stratosum
- Cystostereum subabruptum